# 44 del Bover
44 del Bover  (44 Bootis) és un sistema estel·lar triple a la constel·lació del Bover, situat al nord de Nekkar (β Bootis) i al sud-est d'Alkaid (η Ursae Majoris). De magnitud aparent +4,83, s'hi troba a 41,6 anys llum de distància del sistema solar.

## Sistema estel·lar
Els tres estels que componen el sistema tenen característiques físiques similars al Sol. 44 del Bover A s'hi troba a una distància mitjana de 48,5 ua del sistema binari 44 del Bover BC, si bé l'òrbita és considerablement excèntrica (e = 0,55). El període orbital és de 206 anys i el pla orbital s'hi troba inclinat 84º respecte a l'observador terrestre.

## Característiques de les components
44 Bootis A és un estel groc de la seqüència principal de tipus espectral F5-G1Vn amb una massa i diàmetre igual o lleugerament superiors als del Sol. La seva lluminositat és un 14% superior a la lluminositat solar. 44 Bootis B és una nana groga de tipus G2V amb una massa igual a la massa solar, un radi entre el 87 i el 89% del radi solar i una lluminositat equivalent al 54% de la qual té el Sol.
44 del Bover està classificada com una variable eclipsant del tipus W Ursae Majoris. La component B té una companya espectroscòpica suficientment propera per ser considerada una binària de contacte; això implica que ambdós estels comparteixen la fotosfera, encara que cadascun d'ells tinga un nucli diferenciat. Amb prou feines separades 0,008 ua —unes tres vegades la distància entre la Terra i la Lluna— s'hi mouen en una òrbita circular que completen cada 6,427 hores. Els estels A i B s'eclipsen dues vegades per volta, cada tres hores. Variacions en la corba de llum de la binària espectroscòpica s'atribueixen a la transferència de massa des d'un estel a l'altra.
La tercera component, 44 del Bover C, possiblement també siga un estel de la seqüència principal de tipus espectral G. La seva lluminositat sembla ser significativament menor que la de 44 Bootis B.
La metal·licitat —abundància relativa d'elements més pesants que l'heli— d'aquest sistema és inferior a la solar ([Fe/H] = -0,19). El seu contingut de liti és un poc superior al del nostre estel (logє[Li] = 1,95). D'altra banda, no existeix consens quant a la seva edat. Considerant la seva activitat a la regió de rajos X, 44 Bootis sembla ser un jove sistema de només 130 milions d'anys; no obstant això, si la seva edat s'estima prenent com a referència la seva activitat cromosfèrica, aquesta pot ser de 1.890 milions d'anys.